# Erich Demmin
Erich Demmin (* 1. Oktober 1911 in Ivenack, Mecklenburg; † 9. Juli 1997 in Berlin) war ein deutscher Landschaftsmaler, Grafiker und Restaurator.

## Leben
Erich Demmin wurde als Sohn eines Gärtners im mecklenburgischen Ivenack geboren. Von 1931 bis 1939 studierte er an den Vereinigten Staatsschulen für freie und angewandte Kunst in Berlin-Charlottenburg bei Max Kutschmann, beim Landschaftsmaler Ludwig Bartning (1876–1956) und dem Kirchenmaler und Restaurator Paul Thol (1887–1956). Bereits während seiner Studienzeit war er unter Paul Thol mit Restaurierungen in Kirchen beschäftigt. Demmin war Mitglied in der Reichskammer der bildenden Künste und im Berufsverband Bildender Künstler Berlin.
Von 1949 bis 1955 war er unter Hinnerk Scheper beteiligt an der Restaurierung des Knobelsdorff-Flügels am Charlottenburger Schloss wie auch beim Treppenhaus des Schlosses Klein-Glienicke. Ende der 1950er Jahre wandte er sich mehr der freiberuflichen Landschafts- und Vedutenmalerei zu, er war Mitglied der Havelländischen Malerkolonie. Längere Studienreisen führten ihn nach Italien, Spanien, Portugal und Holland. Die Motive seiner Werke stammen von diesen Reisen, aber auch aus seiner mecklenburgischen Heimat und von der Ostsee. Eine Berufung als Dozent an die Meisterschule für Graphik und Buchgewerbe in Berlin lehnte er 1965 ab.

„Das Werk ist durch helle lebhafte Komp[ositionen] geprägt, die großen dekorativen Reiz vermitteln, u.a. Badefreuden an der See. Von kleinteiliger Detailerfassung, später Übergang zu großflächiger Malweise. Einsatz milder Licht- und Schattenspiele, atmosphär[ische] Stimmungen.“

## Werke (Auswahl)
Baugebundene Arbeiten
- Ausmalungen für die Filmbühne Wien, das Filmtheater im Haus Wien am Kurfürstendamm 26 in Berlin
- Theater in der Mohrenstraße
- Auftragswerke für das Kaufhaus des Westens in Berlin
- Lutherkirche in Altena (Westfalen)
- Evangelische Kirche in Herdecke (Westfalen)[3]

Bilder
- Holländischer Hafen mit Häusern am Pier und Segelboot
- Italienische Landschaft
- Berglandschaft
- An der Havel
- Badefreuden an der See
- Wolken an der Ostsee
- Parkanlage Heiligendamm[3]